# Les Innocentes
Las inocentes (en francés: Les Innocentes) es el nombre de una película francesa  de 2016 dirigida por Anne Fontaine y protagonizada por Lou de Laâge, Agata Kulesza, Agata Buzek y Vincent Macaigne.

## Sinopsis
Narra la historia real de unas monjas polacas embarazadas tras ser violadas por las tropas rusas al terminar la II Guerra Mundial. 
En agosto de 1945, un monasterio cerca de Varsovia (Polonia) alberga un oscuro secreto. Mathilde Beaulieu es una joven médica enviada por la Cruz Roja con el fin de garantizar la repatriación de los prisioneros franceses heridos en la frontera entre Alemania y Polonia. Pero la sorpresa llega cuando descubre que una gran parte de las hermanas del convento están embarazadas por soldados del Ejército Rojo. Aunque Mathilde es inexperta, deberá aprender a sacar adelante esta inusual situación y ayudar a las hermanas.

## Reparto
- Lou de Laâge como Mathilde Beaulieu.
- Agata Buzek como Hna. Maria
- Agata Kulesza como la madre superiora.
- Vincent Macaigne como Samuel.
- Thomas Coumans como Gaspard.
- Joanna Kulig como Hna. Irena
- Katarzyna Dąbrowska como Hna. Anna

## Premios y nominaciones
| Año  | Categoría                                       | Resultado |
| ---- | ----------------------------------------------- | --------- |
| 2016 | Premio "In spirit for Freedom" - Mejor película | Nominada  |

| Año  | Categoría                          | Resultado |
| ---- | ---------------------------------- | --------- |
| 2016 | Premio Andreas a la mejor película | Ganadora  |

| Año  | Categoría                           | Resultado |
| ---- | ----------------------------------- | --------- |
| 2016 | Premio del Público - Mejor película | Ganadora  |

| Año  | Categoría                                | Persona nominada | Resultado |
| ---- | ---------------------------------------- | ---------------- | --------- |
| 2016 | Golden Space Needle a la mejor dirección | Anne Fontaine    | Nominada  |
| 2016 | Golden Space Needle a la mejor actriz    | Lou de Laâge     | Nominada  |

| Año  | Categoría                         | Resultado |
| ---- | --------------------------------- | --------- |
| 2016 | Espiga de Oro a la mejor película | Nominada  |
| 2016 | Premio FIPRESCI - Mejor película  | Ganadora  |

| Año  | Categoría                           | Resultado |
| ---- | ----------------------------------- | --------- |
| 2016 | Mejor película en lengua no inglesa | Nominada  |

| Año  | Categoría            | Persona nominada                                               | Resultado |
| ---- | -------------------- | -------------------------------------------------------------- | --------- |
| 2017 | Mejor película       | Mejor película                                                 | Nominada  |
| 2017 | Mejor dirección      | Anne Fontaine                                                  | Nominada  |
| 2017 | Mejor guion original | Sabrina B. Karine, Alice Vial, Pascal Bonitzer y Anne Fontaine | Nominados |
| 2017 | Mejor fotografía     | Caroline Champetier                                            | Nominada  |

| Año  | Categoría                  | Persona nominada | Resultado |
| ---- | -------------------------- | ---------------- | --------- |
| 2017 | Mejor actriz secundaria    | Agata Buzek      | Nominada  |
| 2017 | Mejor diseño de producción | Joanna Macha     | Nominada  |

| Año  | Categoría        | Persona nominada    | Resultado |
| ---- | ---------------- | ------------------- | --------- |
| 2017 | Mejor fotografía | Caroline Champetier | Nominada  |

| Año  | Categoría                           | Resultado |
| ---- | ----------------------------------- | --------- |
| 2018 | Mejor película en lengua extranjera | Nominada  |